# Phare de Sandy Hook

Le phare de Sandy Hook (en anglais : Sandy Hook Light), est un phare côtier situé à environ 2,4 km à l'intérieur des terres de la pointe de Sandy Hook dans le comté de Monmouth, New Jersey. Il est le plus ancien phare en activité des États-Unis et le seul survivant de la période coloniale. Il a été conçu et construit le 11 juin 1764 par Isaac Conro (en). À cette époque, il ne se trouvait qu'à 150 mètres de la pointe de Sandy Hook. Aujourd'hui, en raison de la croissance causée par la dérive littorale, il se trouve à l'intérieur des terres.
Il est inscrit au Registre national des lieux historiques depuis le 15 octobre 1966 sous le n° 66000468 et déclaré National Historic Landmark dans le New Jersey depuis le 29 janvier 1964.

## Historique
Ce phare a été construit pour aider les marins à entrer par l'extrémité sud du port de New York. Il s'appelait à l'origine phare de New York car il était financé par une loterie de l' Assemblée de l'État de New York et une taxe sur tous les navires entrant dans le port de New York. Le phare a subi une tentative de destruction par les américains et une occupation ultérieure de soldats britanniques pendant la Guerre d'indépendance des États-Unis.
Près de deux ans après que l'État de New York ait ratifié la Constitution américaine, le phare a été transféré à l'autorité fédérale. George Washington a écrit au Sénat le 5 avril 1790 : "J'ai demandé à mon secrétaire particulier de vous présenter des copies de trois actes de la législature de New York ... Acte pour confier aux États-Unis d'Amérique le phare et les terres y appartenant à Sandy Hook ". Le phare est situé sur le terrain de Fort Hancock. Il possède toujours sa lentille de Fresnel d'origine de troisième ordre.
En 1990, le US Postal Service a émis un timbre de 25 cents représentant le phare de Sandy Hook.

### Aujourd'hui
Le phare de Sandy Hook, qui a été restauré au printemps 2000, fait partie de la Sandy Hook Unity de la Gateway National Recreation Area administrée par le National Park Service. Sept jours par semaine, les Rangers du parc des services du parc national proposent des visites gratuites toutes les demi-heures de 13h00 à 16h30. La maison de gardien est devenue un centre d'accueil avec un musée et des bureaux pour la Sandy Hook Foundation et la New Jersey Lighthouse Society.

## Description
Le phare  est une tour octogonale en pierre de taille avec galerie et lanterne de 26 m de haut, attenante à une maison de gardien de deux étages. La tour est peinte en blanc et la lanterne est rouge.
Il émet, à une hauteur focale de 27 m, une lumière blanche continue 24 heures sur 24. Sa portée est de 19 milles nautiques (environ 35 km).
Identifiant : ARLHS : USA-731 ; USCG : 1-35040 ; Admiralty : J1036 .

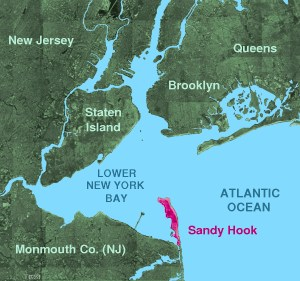
Localisation de Sandy Hook
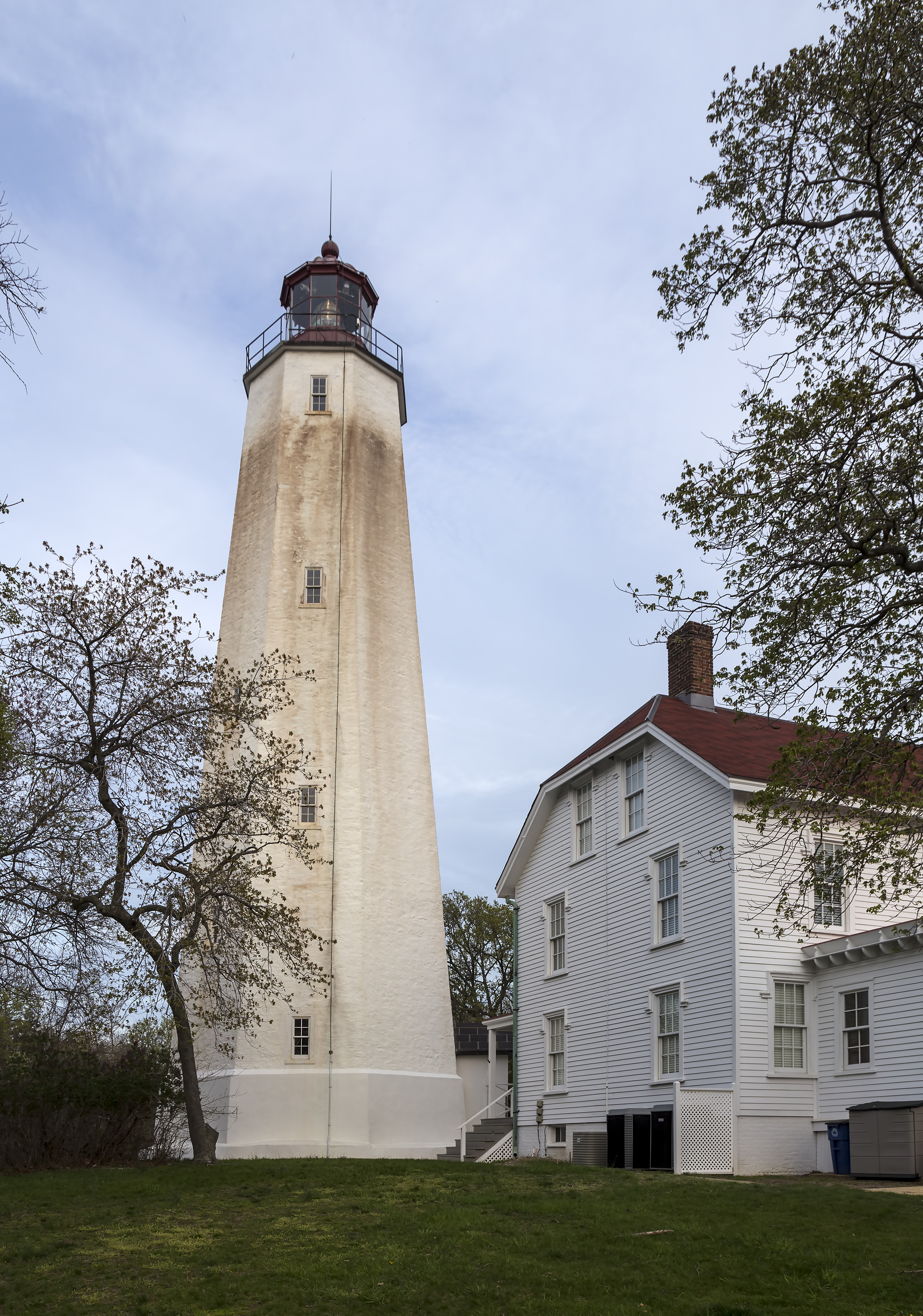
Le phare
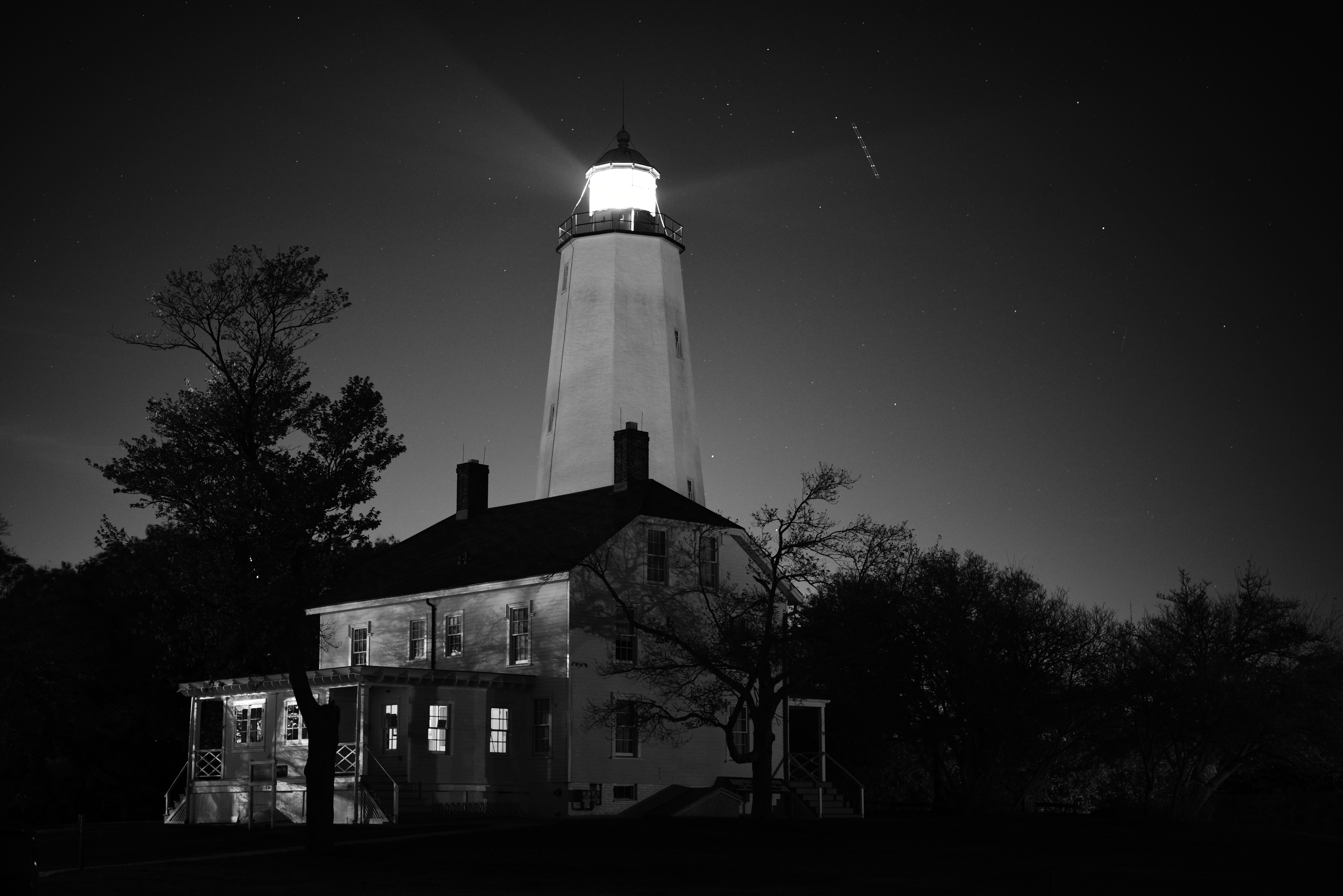
Le phare la nuit
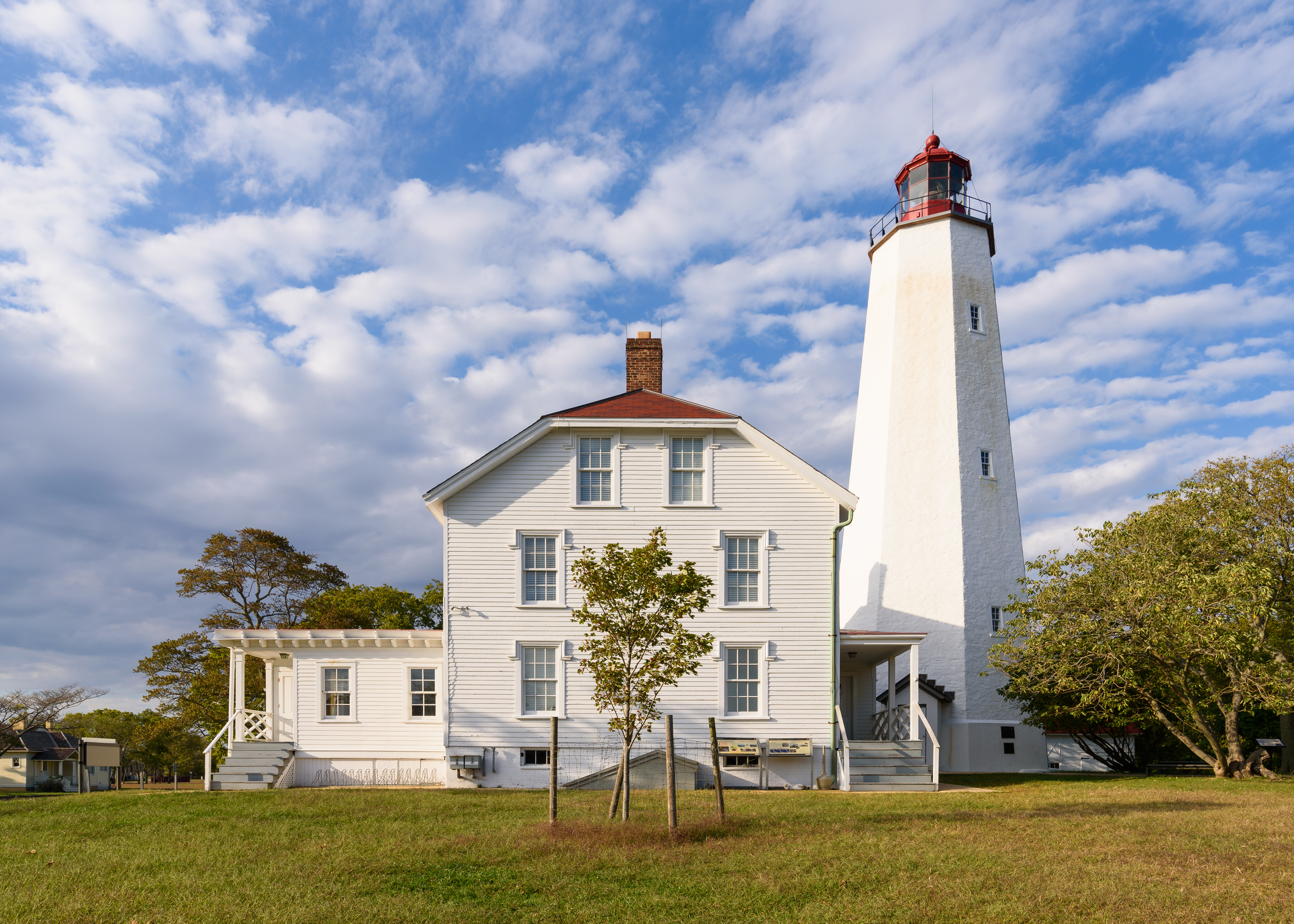
Le phare le jour. Octobre 2020.

### Lien connexe
- Liste des phares du New Jersey